# Biserica Rusă din București

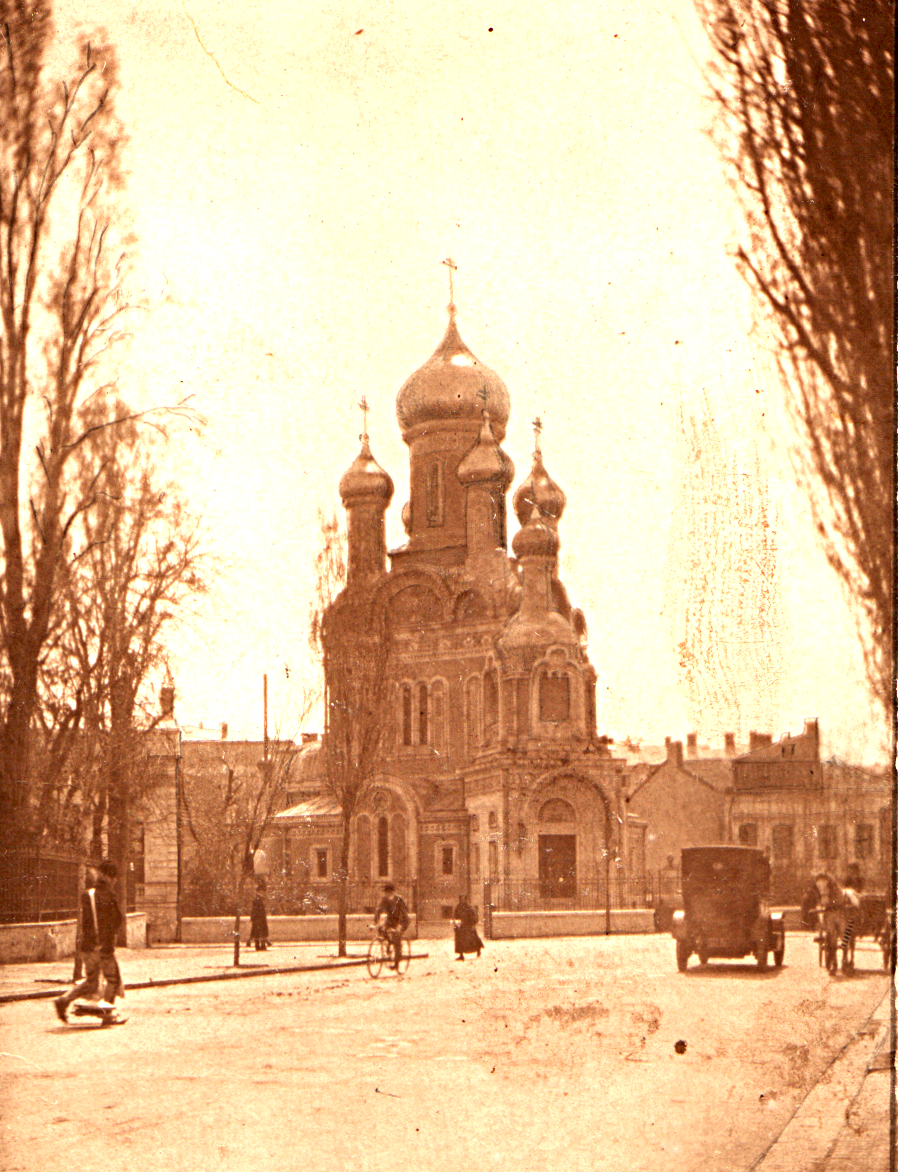
Biserica Rusă înainte de Primul Război Mondial

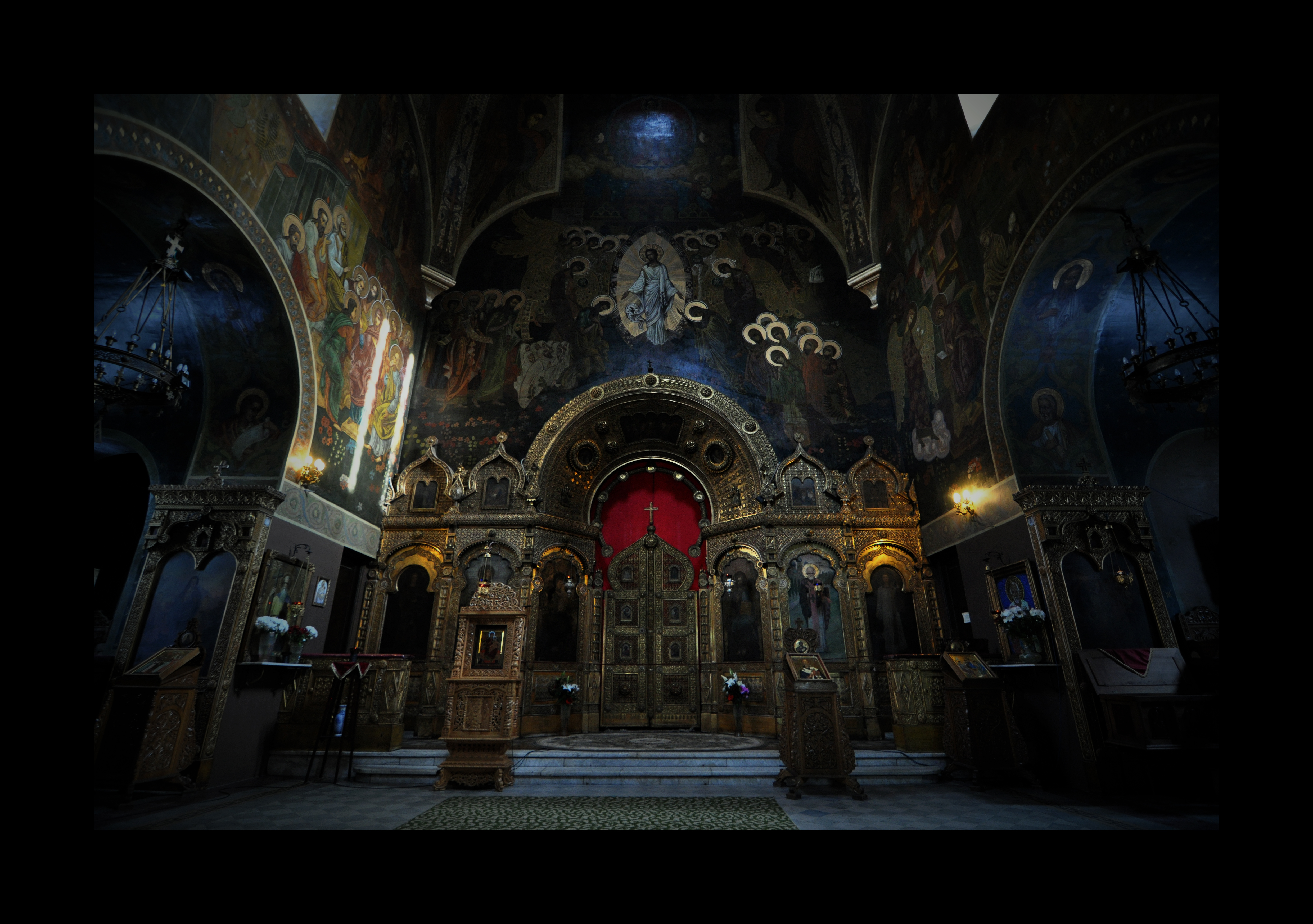
Interiorul bisericii

Biserica Rusă din București, cu hramul Sfântul Nicolae, este un monument istoric situat în zona Pieței Universității din București. Lăcașul s-a aflat până în 1957 în subordinea Patriarhiei Moscovei, când a fost trecut în subordinea Patriarhiei Române. Până în 1992 slujbele au fost celebrate în limba rusă.

## Descriere
Biserica a fost ridicată între 1905 și 1909 din inițiativa ambasadorului rus Mihail Ghiers pentru personalul ambasadei și credincioșii ruși din București. Curtea imperială de la Sankt Petersburg a pus la dispoziție 600 000 de ruble aur, cu decizia de a nu se face economii de materiale și de bani. Lăcașul a fost construit după planurile arhitectului rus M. Preobrajenschi. Pe fiecare din cele șapte turle specifice arhitecturii rusești este montată o cruce ortodoxă rusă.
În anul 1992, în contextul tensionării relațiilor dintre Biserica Ortodoxă Română și Biserica Ortodoxă Rusă, în legătură cu înființarea Mitropoliei Basarabiei, slujbele în limba rusă au fost oprite, iar lăcașul a fost transformat în paraclis al studenților, biserica aflându-se în apropierea Universității din București. 
Pictura interioară în ulei, în stilul vechii picturi bizantine sau al picturii de la Muntele Athos, a fost realizată de pictorul Vasiliev, iconostasul, sculptat în lemn și poleit cu aur, fiind pictat de Viktor Vașnețov, după modelul celui din Catedrala „Sf. Arhangheli” din Kremlin. În 1916, în timpul Primului Război Mondial, biserica a fost închisă, obiectele de cult și arhiva fiind evacuate la Iași, iar de aici la Sankt Petersburg, unde s-au pierdut în timpul Revoluției Ruse. După război, slujbele au fost reluate și oficiate în limba slavă veche, atrăgând nu doar ruși, ci și sârbi și bulgari din București. În 1935 Biserica Rusă a fost trecută sub autoritatea statului român și pusă la dispoziția profesorilor și studenților Universității din București. În 1947 este trecută de autoritățile sovietice din nou sub jurisdicția patriarhului Moscovei, este reparată și i se restaurează pictura. Reintră sub jurisdicția Bisericii Ortodoxe Române în 1957. A fost consolidată după cutremurul din 1977, iar restaurarea picturii a început în anul 2000.
Este construită cu ziduri masive (19 x 18 m), intrarea făcându-se pe colțul nord-vest, spre stradă, astfel încât altarul, semircular, să fie orientat spre răsărit. Naosul se înscrie într-o cruce cu brațe egale, completat cu compartimente destinate măririi spațiului sau amenajărilor necesare cultului, totul fiind exprimat în volumele fațadei. Este acoperit de o boltă centrală înălțată, peste care se ridică turla, ce susține o cupolă bulbiformă, înconjurată de 4 turnuri mai mici situate pe colțurile naosului. Intrarea este marcată printr-un corp, puternic scos în afară, încoronat de un turn terminat sub formă de bulb, un al șaptelea turn, de aceeași factură, ridicându-se peste altar. Turlele, aurite inițial, sunt acum acoperite cu tablă vopsită. Fațadele, inspirate din modele rusești și georgiene, sunt realizate din cărămidă aparentă de culoare roz gălbui și ornamentate bogat.